# تورزه
تورزه (Turze) یک منطقهٔ مسکونی در لهستان است که در گمینا اوستژشوو واقع شده‌است.

## خصوصیات
تورزه ۱۶۰ نفر جمعیت دارد.